# Holstein
Pour les articles homonymes, voir Holstein (homonymie).

Localisation du Holstein (en jaune) sur la péninsule du Jutland.

Le Holstein est une région historique et culturelle de l'Allemagne du Nord , la partie méridionale du Land actuel de Schleswig-Holstein. Nommé d'après la tribu saxonne des Holsten, il fut d'abord un comté avant d'être un duché situé à la frontière septentrionale du Saint-Empire romain avec le royaume de Danemark.

## Géographie
La région historique s'étend du cours aval de l'Elbe, entre Hambourg et Brunsbüttel, au sud jusqu'à la rivière Eider avec les villes de Rendsburg et Kiel au nord. Au-delà de la frontière septentrionale se situe la région de Schleswig qui avait longtemps été un fief et duché vassal au sein du royaume de Danemark. À l'ouest, au bord de la mer du Nord, la Dithmarse a constitué une entité autonome (Bauernrepublik) jusqu'en 1559. À l'est, la région atteint la côte Baltique entre les villes de Kiel et Lübeck ; l'île de Fehmarn, à quelque deux kilomètres au large de la côte, fait cependant partie du Schleswig sur le plan historique. Le long de la rivière Bille au sud-est, elle confine au territoire de l'ancien duché de Lauenbourg. 

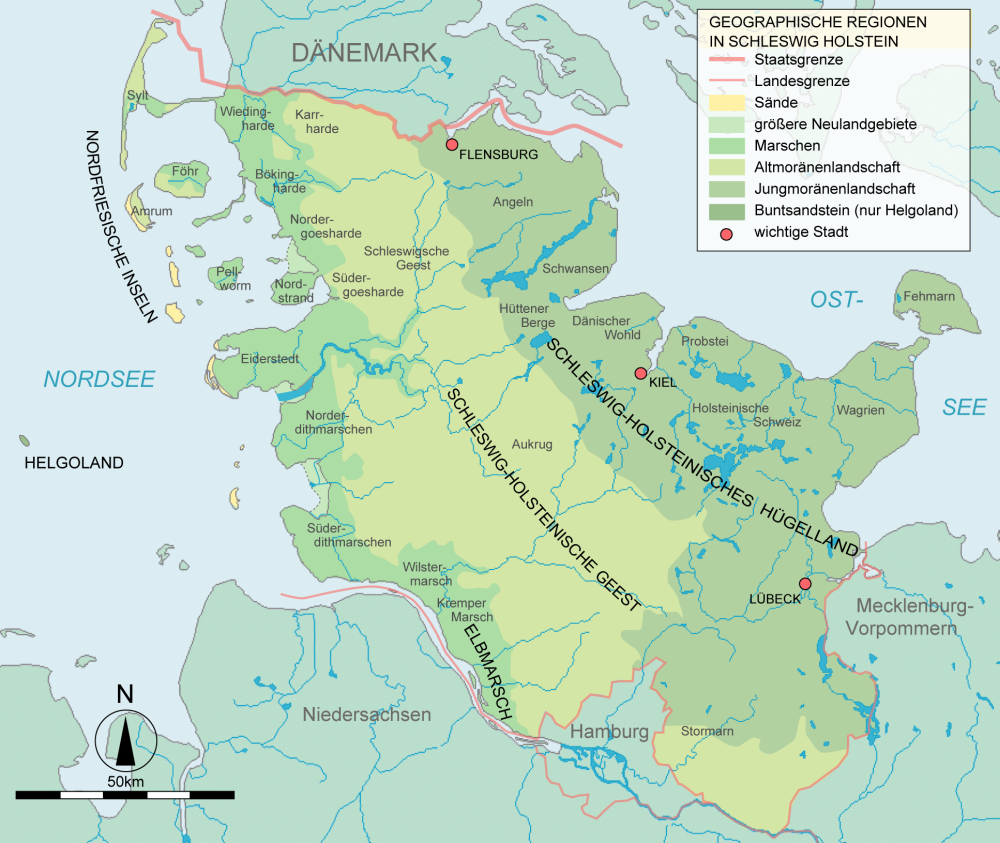
Carte du Schleswig-Holstein, les marais à l'ouest et le Geest à l'est.

Le terrain est divisé en trois grands espaces :
- le Geest, une zone sablonneuse dans le centre du pays ;
- un relief vallonné au nord-est, parsemé de moraines formées au cours de la glaciation vistulienne ;
- les marais maritimes sur la rive de l'Elbe, créés par la sédimentation et cultivés depuis le XIIe siècle.

Aujourd'hui, le territoire du Schleswig, y compris le pays de Lauenbourg et l'ancienne ville libre de Lübeck, représente environ deux tiers de l'État actuel de Schleswig-Holstein.

## Histoire
La tribu des Holsten a été mentionnée pour la première fois dans les écrits du chroniqueur et géographe Adam de Brême vers 1076. Il a décrit les trois peuples du nord du fleuve Elbe : les Dithmarses, les Stormarn, et les Holsten (Holcetae) qui vivaient sur les rives de la Stör autour de l'église de Schenefeld. Leurs pays avaient été conquis au cours de la guerre des Saxons, une série de campagnes militaires commençant en 772, lorsque Charlemagne a envahi la Saxe païenne. Après la conquête et la création du duché de Saxe au sein de l'Empire carolingien, l'empereur franc et le roi Hemming de Danemark se sont rencontrés en 811 près de Rendsburg où ils ont conclu un accord bilatéral, le traité de Heiligen, sur la frontière commune le long des rives de l'Eider. À cette époque, le territoire du Holstein de l'Est actuel, délimité par la mer Baltique, était encore habité par la tribu slave des Wagriens échappant au contrôle des Saxons.
Afin d'assurer leur place en tant que puissance dominante de la région, les Ottoniens, souverains de la Francie orientale depuis 919, partent en campagne contre les Danois. Vers l'an 934, le roi Henri Ier de Germanie a nommé même des margraves à Hedeby au fond de la Schlei, au-délà de la frontière carolingienne. La zone entre l'Eider et le Danevirke est restée âprement convoitée jusqu'à la reconnaissance des droits patrimoniaux du Danemark par le roi Conrad II le Salique, lors du mariage de son fils Henri III et de Gunhild, fille du roi danois Knut le Grand, en 1025.

### Comté de Holstein

Blason des comtes de Schaumbourg et de Holstein.

Tandis que le pays des Dithmarses a été temporairement placé sous l'autorité des comtes de Stade et est vite devenu une entité autonome, les autres Gaue saxons convergent en un seul domaine seigneurial. En 1110, le duc Lothaire de Supplinbourg a nommé Adolphe de Schaumbourg comte de Holstein et de Stormarn. La lignée des comtes de Schaumbourg et de Holstein exista jusqu'à la mort d'Otto VI de Holstein-Pinneberg en 1640. Au cours de la colonisation germanique, ils ont pu étendre leur autorité sur le territoire des Wagriens à l'est.
Vers la fin du XIIe siècle, le comte Adolphe III a lutté contre des invasions du duc Christophe de Schleswig et du roi Knut VI de Danemark. En 1203, il a dû renoncer le Holstein en faveur du roi Valdemar II ; néanmoins, son fils Adolphe IV, allié avec le duc Albert Ier de Saxe, le comte Henri Ier de Schwerin et d'autres princes est parvenu à reconquérir le comté en vainquant les Danois à la bataille de Bornhöved en 1227. À l'issue des conflits, les comtes de Holstein gagnèrent également de l'influence dans le duché de Schleswig au nord de l'Eider. Finalement, en 1386, la maison royale danoise leur avait cédé le Schleswig en fief héréditaire.

### Duché

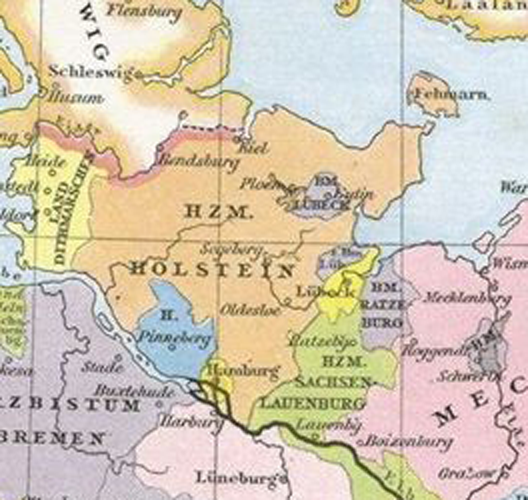
Le duché de Holstein vers l'an 1500.

À la mort du comte Adolphe XI en 1459, la lignée des comtes de Holstein-Rendburg s'éteignit. L'année suivante, les nobles, les villes et le clergé ont porté le roi Christian Ier de Danemark à la domination sur le pays, en violation des droits du parent plus proche, Otto II de Schaumbourg.
Le duché de Holstein, toujours un État du Saint-Empire romain, est né du comté par le décret de l'empereur Frédéric III, adopté le 14 février 1474 à Rothembourg, lorsque le roi danois Christian Ier, qui était alors aussi bien duc de Schleswig que comte de Holstein en union personnelle, obtint l'élévation du Holstein au rang de fief immédiat et fut lui-même nommé à la tête du nouveau duché.
Christian avait déjà, lors du traité de Ribe en 1460, dû reconnaître l'indivisibilité du Schleswig et du Holstein (quelques siècles plus tard, la stipulation « dat se bliven ewich tosamende ungedelt » a pris une signification importante en matière du mouvement national allemand). C'est ainsi que se forma l'unité historique des deux duchés. Pour les quatre prochains siècles, la frontière de l'Eider resta toutefois encore d'actualité, puisque le Schleswig restait un fief danois, tandis que le Holstein demeurait un fief d'Empire jusqu'en 1806. Les ducs résidaient au châteaux royaux de Gottorf (Gottorp) et de Kiel ; le centre administratif se trouvait à Glückstadt.
À partir de 1522, la Réforme protestante s'est rapidement propagée dans le pays. À l'aube des temps modernes, il y a aussi eu de nombreux chasses aux sorcières, notamment dans les années de 1600 à 1640 et de 1660 à 1670. À la suite des interventions du roi Christian IV dans la guerre de Trente Ans à partir de 1627, les domaines ont été détruits à plusieurs reprises. En 1655, le duc Christian-Albert de Holstein-Gottorp a fondé l'université de Kiel.

### Province
En 1806, à la fin du Saint-Empire romain germanique, le Holstein devint autonome pour quelques années, car après les guerres napoléoniennes, dès 1815, le Holstein fut intégré à la Confédération germanique tout en gardant des liens particuliers grâce à l'union personnelle avec le Danemark jusqu'à la mort du roi Frédéric VII survenue en 1863. Au cours du Printemps des peuples, en mars 1848, les tensions nationales ont culminé en la première guerre de Schleswig qui a duré jusqu'en 1851. L'année suivante, le statut de Schleswig, de Holstein et de Lauenbourg rattachés en union personnelle au royaume de Danemark est confirmée par le traité de Londres.
Toutefois, en novembre 1863, le conflit resurgit lorsque les forces de la Confédération germanique ont occupé les duchés de Holstein et de Lauenbourg. Ensuite se déroule la guerre des Duchés (appelé aussi seconde guerre prusso-danoise et seconde guerre de Schleswig) opposant l'empire d'Autriche et le royaume de Prusse au Danemark du mois de février à octobre 1864. Vaincu dans la bataille décisive de Dybbøl, le Danemark doit céder lors du Traité de Vienne le Schleswig et le Holstein annexés par les deux puissances en tant que condominium. Après la guerre austro-prussienne en 1866, ils sont intégrés dans la province du Schleswig-Holstein au sein de la Prusse.
En 1947, après la Seconde Guerre mondiale, la Prusse est démantelée et le Holstein forme alors la région du Schleswig-Holstein, un des Länder allemands.